# Casa Pascualet
La Casa Pascualet és una obra gòtica de Horta de Sant Joan (Terra Alta) inclosa a l'Inventari del Patrimoni Arquitectònic de Catalunya.

## Descripció
Edifici gòtic restaurat recentment, amb planta baixa, pis noble i golfes. La primera planta presenta un porxo amb arcades de mig punt rebaixades i altres apuntades, així com mènsula en una cantonada sota la qual hi ha un considerable reforç en talús. L'original entramat de fusta fou canviat per revoltons de maó, i als flancs de l'accés hi ha portes de mig punt tapiades en posició forçada.
El primer pis té balcó i finestra ogival, bífora amb claraboia, capitell amb formes vegetals i columna de fust llis, tot molt restaurat.
Tota la part superior es veu feta de nou.